# Zones et parcs industriels au Bénin
Les zones et parcs industriels au Bénin sont un ensemble d'infrastructures destinées à la production industrielle au Bénin.

## Histoire
Le Bénin fait partie des nations en Afrique qui misent sur le développement par la création des parcs et zones industrielles et la mise en valeur de sa façade maritime.

## Description
L'Agence de promotion des investissements et des exportations est l'organisme public qui a la gestion des parcs industriels au Bénin.

### Parcs & Zones industriels existants
Selon Laurent Gangbes, directeur de l'APIEx et Administrateur Général de la GDIZ le Bénin offre des avantages comparatifs. Le pays possède 4 zones industrielles :
- Glo-Djigbé (1640ha, Abomey-Calavi)
- Sèmè (Près de Porto Novo la capitale)
- Gakpé (Près de Ouidah)
- Parakou

### Impacts
Peu d'études montrent l'impact des zones industrielles sur la croissance de l'industrie et de la manufacture au Bénin.